# Tuvgrimmia
Tuvgrimmia (Grimmia caespiticia) är en bladmossart som beskrevs av Juratzka 1882. Tuvgrimmia ingår i släktet grimmior, och familjen Grimmiaceae. Arten har ej påträffats i Sverige. Inga underarter finns listade i Catalogue of Life.

## Bildgalleri

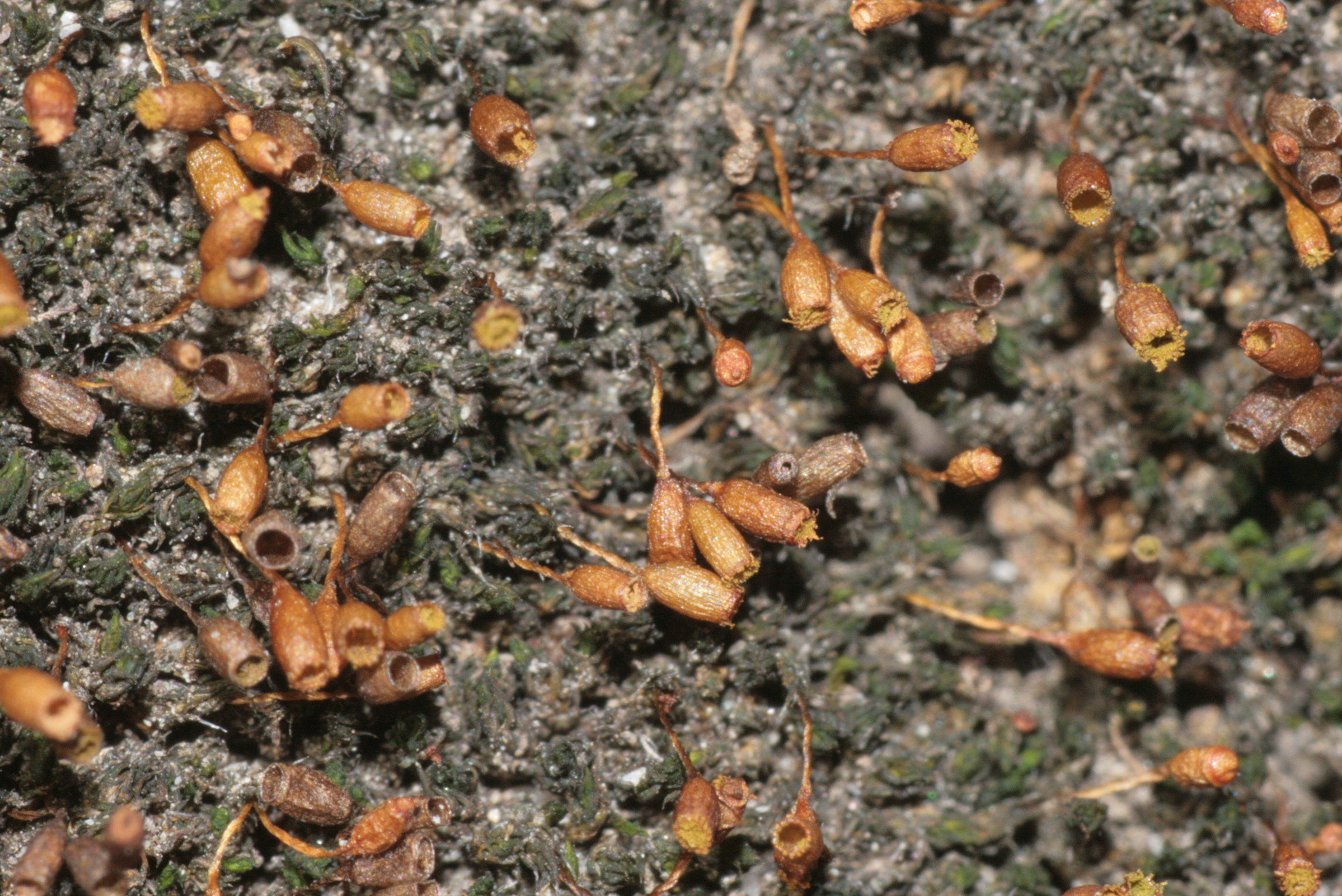
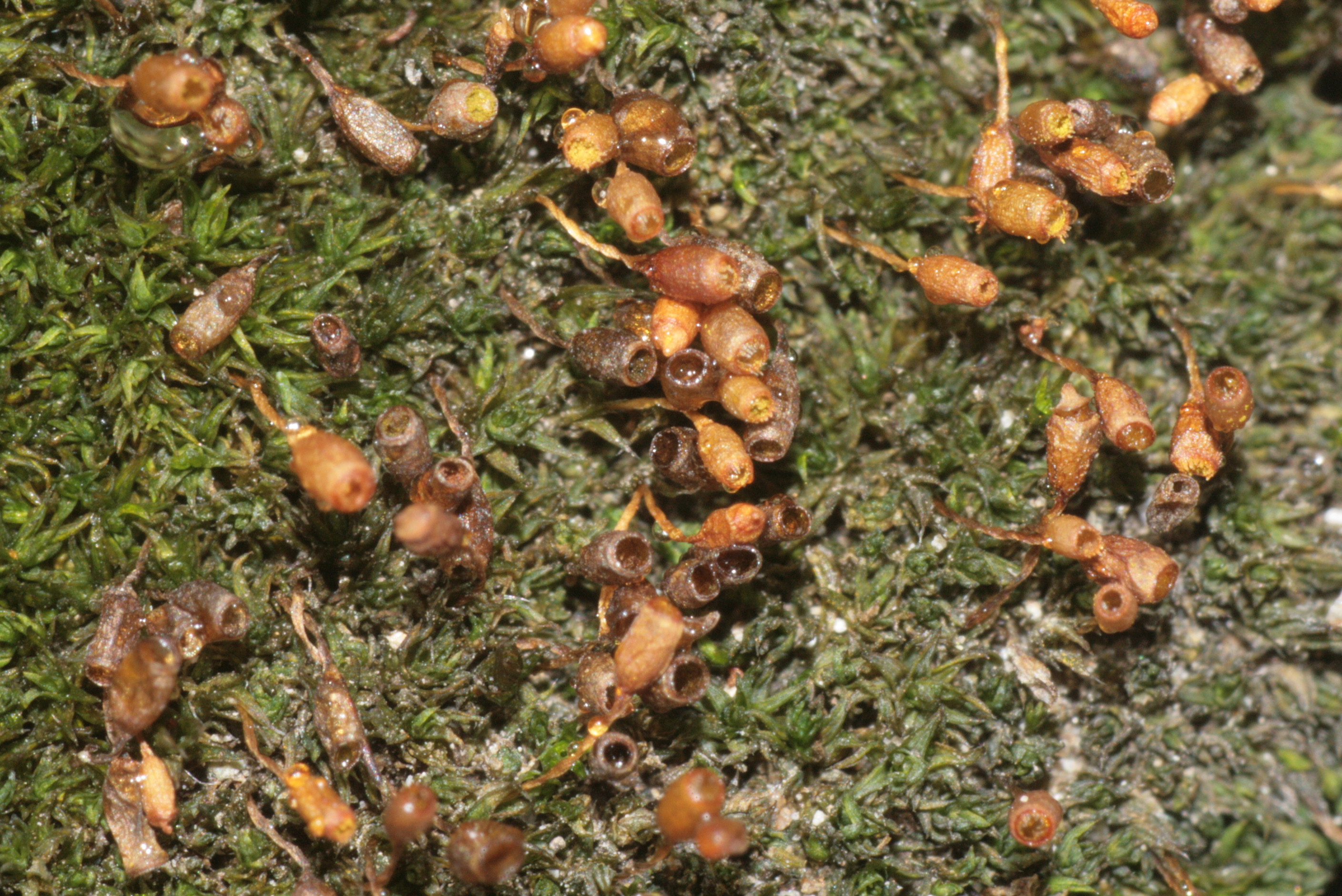
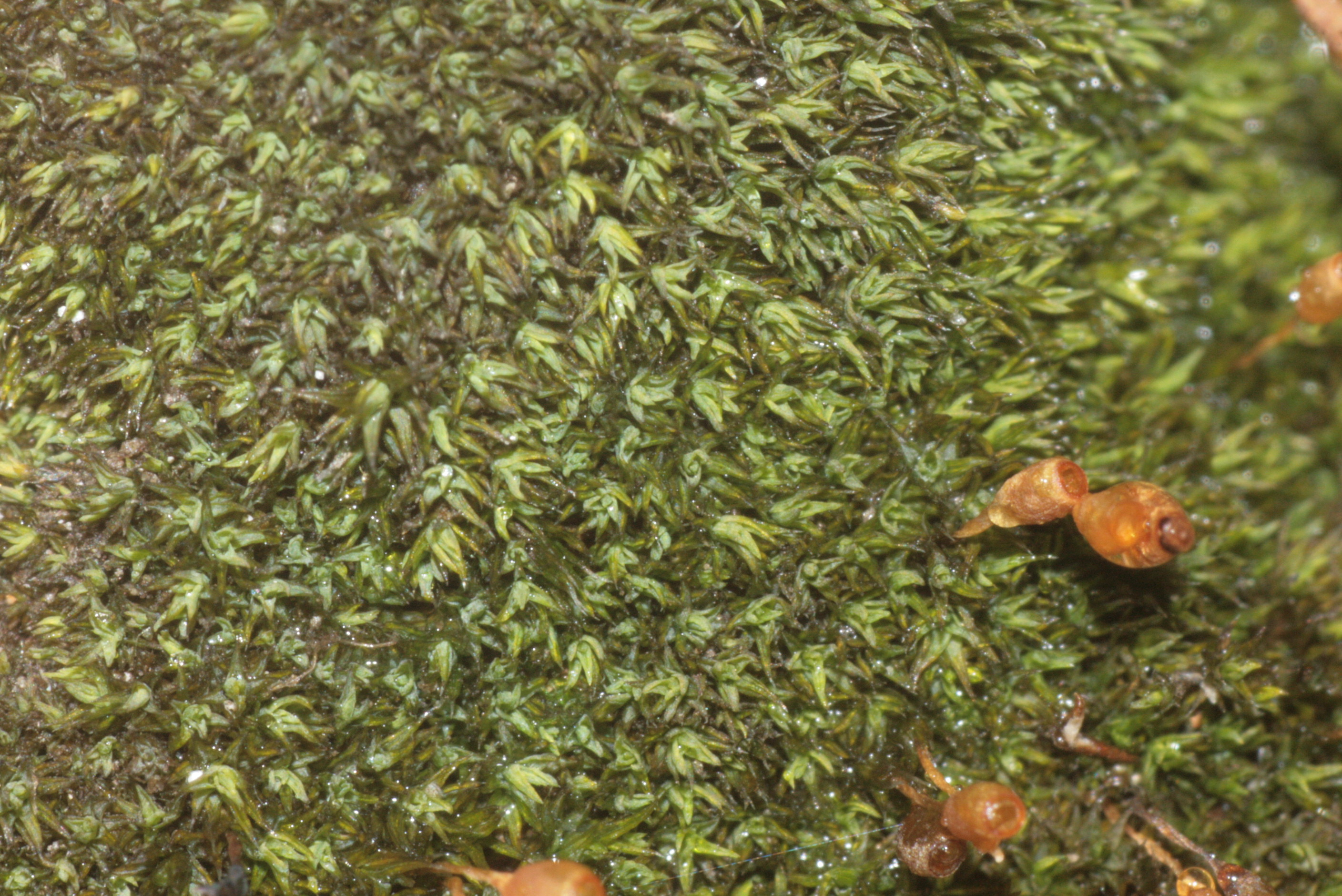
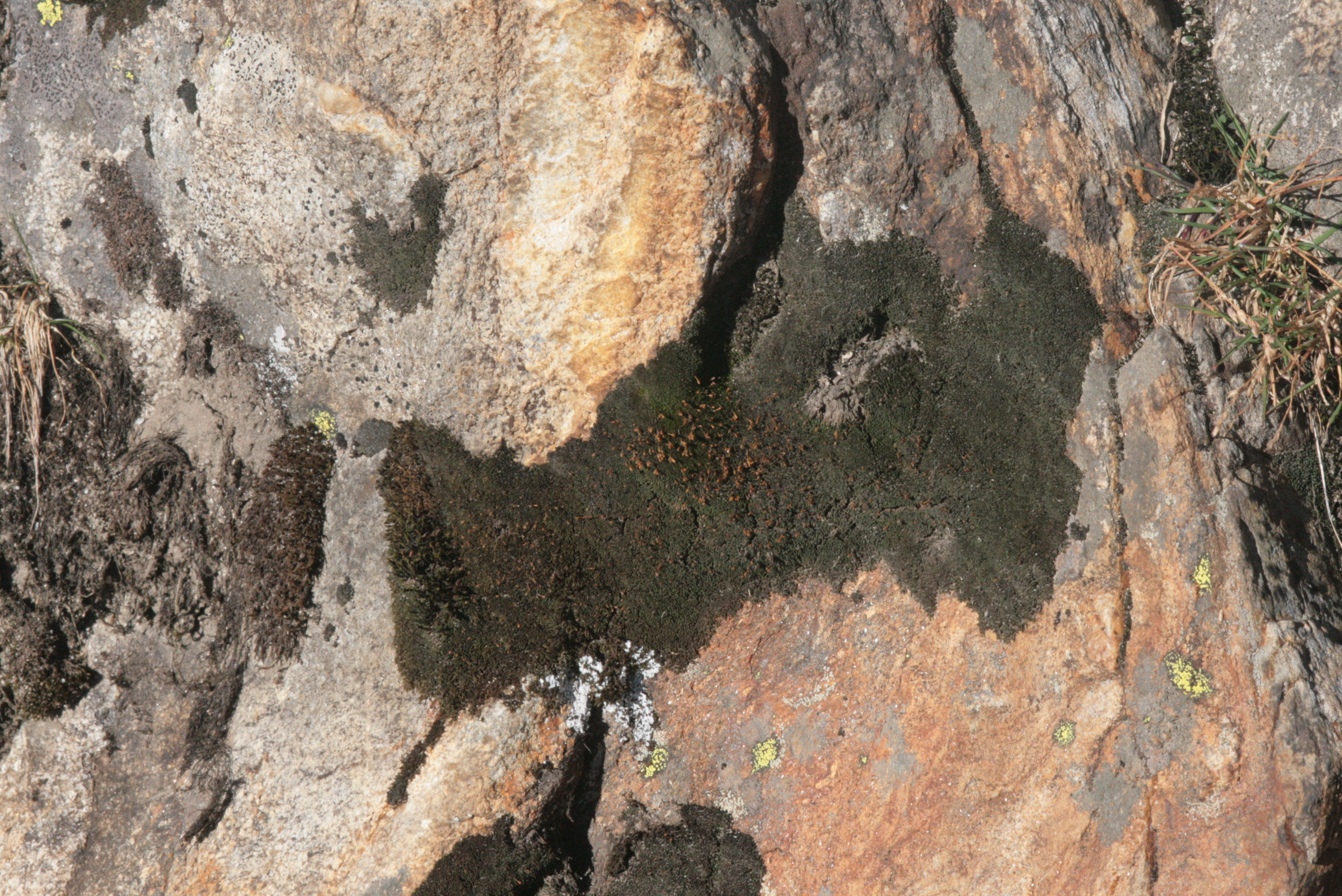